# 磯村巖
磯村 巖（いそむら いわお、1932年12月21日 - 2004年1月20日）は、日本の実業家。位階は正四位。勲等は旭日重光章。在名古屋オーストリア共和国名誉領事。名の「巖」は「巌」の旧字体のため、新字体で磯村 巌（いそむら いわお）とも表記される。
トヨタ自動車工業株式会社での勤務を経て、中部経済同友会代表幹事（第37代）、トヨタ自動車株式会社副社長、トヨタ自動車株式会社副会長、学校法人トヨタ神戸整備学園理事長（第2代）、名古屋商工会議所会頭（第24代）などを歴任した。

## 来歴

### 生い立ち
1932年（昭和7年）12月21日に生まれ、山口県にて育った。1956年（昭和31年）、トヨタ自動車工業に入社した。1982年（昭和57年）、工販合併によりトヨタ自動車工業はトヨタ自動車販売と統合・再編され、新たにトヨタ自動車が発足することになったが、引き続きトヨタ自動車に勤務した。

### 実業家として
1984年（昭和59年）9月より、トヨタ自動車の取締役に取り立てられた。1988年（昭和59年）9月には、取締役の一人として常務に就任した。1990年（平成2年）9月には専務に昇任した。1992年（平成4年）9月には副社長に昇任した。在職中に「超円高」と呼ばれるほどの急激な円高に見舞われ、不況が深刻化したことから、1995年（平成7年）3月に「円高は賃上げ10％相当」と指摘し「円高で賃上げの余地はない」と述べた。そのため、春季労使交渉においては、雇用を確保する観点から賃上げの抑制を主張した。また、これまでの実績により、このころからトヨタ自動車の次期社長候補の一人と目されるようになった。しかし、最終的には、磯村と同じく1992年（平成4年）9月より副社長を務める奥田碩が次期社長に内定し、1995年（平成7年）8月に正式に就任した。磯村はその後も副社長にとどまっていたが、1996年（平成8年）6月に副会長に就任した。1997年（平成9年）11月には、これまでの業績により藍綬褒章を受章した。
その傍ら、さまざまな公的な役職も兼任するようになった。トヨタ自動車専務在職中の1992年度から1994年度にかけて、中部経済同友会の代表幹事を兼任している。その後、関西自動車整備専門学校を設置・運営する学校法人であるトヨタ神戸整備学園においては、豊田章一郎の後任として第2代理事長を兼任することになった。トヨタ自動車副会長在職中の1996年（平成8年）9月に理事長に就任し、2001年（平成13年）5月まで務めた。また、2001年（平成13年）10月には、オーストリアから在名古屋名誉領事の称号が贈られている。なお、このような経緯により、在名古屋オーストリア名誉領事館はトヨタ名古屋ビルに設置されていた。さらに、「2005年日本国際博覧会」の開催を目前に控え、財界からの要請に基づき名古屋商工会議所の会頭に就任することが内定した。2000年（平成12年）3月、第24代会頭に正式に就任した。なお、トヨタ自動車出身者が会頭になるのは、史上初めてであった。
このように、トヨタ自動車の副会長としての職務をこなしながら、兼任したさまざまな役職の職務もこなしていた。2002年（平成14年）にはモンツァ・サーキットを視察しており、その際に初めてフォーミュラ1を観戦している。しかし、2003年（平成15年）に体調が悪化し、同年5月より入院していた。翌年1月20日、トヨタ自動車副会長や名古屋商工会議所会頭に在職中のまま、トヨタ記念病院で死去した。名古屋商工会議所とトヨタ自動車による合同葬で送られた。また、これまでの業績により、正四位と旭日重光章が贈られた。

## 人物
名の「巖」は、「巌」の旧字体である「巖」が正式な表記であり、トヨタ自動車の歴代役員を紹介するページにおいても「巖」と表記されている。一方で、報道などでは新字体で「巌」と表記されることが多い。

## 略歴
- 1932年 - 誕生[1]。
- 1956年 - トヨタ自動車工業入社[3]。
- 1984年 - トヨタ自動車取締役[4]。
- 1988年 - トヨタ自動車常務[4]。
- 1990年 - トヨタ自動車専務[4]。
- 1992年 - 中部経済同友会代表幹事[6]。
- 1992年 - トヨタ自動車副社長[4]。
- 1996年 - トヨタ自動車副会長[4]。
- 1996年 - トヨタ神戸整備学園理事長[7]。
- 2000年 - 名古屋商工会議所会頭[9]。
- 2001年 - 在名古屋オーストリア名誉領事[8]。
- 2004年 - 愛知県豊田市で死去[2]。

## 栄典
- 1997年 - 藍綬褒章[1]。
- 2004年 - 正四位[1]。
- 2004年 - 旭日重光章[1]。

### 註釈
1. ↑  トヨタ自動車工業株式会社は、現在のトヨタ自動車株式会社に該当する。
2. ↑  関西自動車整備専門学校は、現在のトヨタ神戸自動車大学校に該当する。